# Гагарина, Елена Александровна
Еле́на Алекса́ндровна Гага́рина (урождённая Еле́на Алекса́ндровна Стёпушкина; 5 июня 1926, Малое Думчино, Мценский район — 15 августа 2008, Большое Буньково, Московская область) — литейщица санитарно-строительных керамических изделий Буньковского завода керамических изделий Главмособлстройматериалов при Мособлисполкоме, Ногинский район Московской области. Герой Социалистического Труда (1971).

## Биография
Елена Стёпушкина родилась 5 июня 1926 года в деревне Думчино (ныне Мценский район Орловской области) в крестьянской семье. По национальности русская.
После окончания 7-летней сельской школы Елена оказалась на территории, временно оккупированной Нацистской Германией в начальный период Великой Отечественной войны. Два года ей вместе со своей семьёй приходилось жить в землянках.
После окончания войны вышла замуж. В 1953 году семья Гагариных переехала в Подмосковье в село Буньково Ногинского района. Супруги пошли работать на местный кирпичный завод: её муж Константин Гагарин работал кузнецом, а она садчицей. Работа заключалась в перекладывании кирпича-сырца весом 5 кг из-под пресса на вагонетку для отправки на сушку. За смену каждая садчица перекладывала до 40 тонн.
С запуском Буньковского завода керамических изделий в 1954 году Елена Александровна начала работать литейщицей и вскоре освоила все тонкости промышленного литья керамической плитки.
В начале 1960-х годов завод перешёл на выпуск новой продукции — санитарно-строительных изделий. Е. А. Гагариной была поставлена задача обработать умывальный стол — фаянсовый умывальник. После отливки изделие следовало тщательно промыть, прорезать в нём несколько отверстий, зачистить все шероховатости и отправить в сушилку. Елена Александровна и её коллеги существенно усовершенствовали способ заливки фаянсовой смеси, сделав её односторонней, что повысило производительность и значительно сэкономило массу дорогостоящей фаянсовой массы.
По итогам работы в семилетке, состоявшейся в 1959—1965 годах, Е. А. Гагарина была награждена орденом Ленина.
Елена постоянно работала над обработкой наиболее ответственных и трудоёмких деталей, таких как фигурные абажуры, бра с внутренней резьбой, которые выполняла с высоким качеством.
Указом Президиума Верховного Совета СССР от 7 мая 1971 года Елене Александровне Гагариной было присвоено звание Героя Социалистического Труда с вручением ордена Ленина и золотой медали «Серп и Молот» за выдающиеся производственные успехи в выполнении заданий пятилетнего плана.
В 1976 году Е. А. Гагарина была избрана делегатом XXV съезда КПСС. С 1981 года она являлась персональным пенсионером союзного значения. Жила в селе Большое Буньково Ногинского района.

## Награды
- Герой Социалистического Труда — указом Президиума Верховного Совета СССР от 7 мая 1971 года;
- Два ордена Ленина (28 июля 1966, 7 мая 1971)